# Bronisław Wiatr
Bronisław Wiatr (ur. 9 listopada 1928 w Kobierzynie, zm. 26 stycznia 2019) – polski działacz społeczny i polityczny, fotograf, radny Rady Miasta Tarnowa, działacz opozycji demokratycznej w Polsce Ludowej.

## Życiorys
Studiował prawo w Uniwersytecie Jagiellońskim, lecz studiów nie ukończył. W 1958 został zatrudniony w prezydium Powiatowej Rady Narodowej i był tam kierownikiem Wydziału Budżetowo-Gospodarczego. W latach 70. pracował w Urzędzie Wojewódzkim w Tarnowie, gdzie w 1981 uczestniczył w założeniu Komisji Zakładowej NSZZ „Solidarność”, w następstwie czego został usunięty z pracy. W okresie stanu wojennego był działaczem podziemnej „Solidarności”. W 1984 został aresztowany. Osadzono go w więzieniach w Rzeszowie i Krakowie.
W 1989 zaangażował się w działalność Komitetu Obywatelskiego w Tarnowie, w 1994 został wybrany do Rady Miasta Tarnowa i przewodniczącym Komisji Kultury, Sportu i Turystyki tej rady. Znalazł się w składzie Sejmiku Wojewódzkiego.
Zajmował się fotografiką. Był prezesem Tarnowskiego Towarzystwa Fotograficznego. Był także przewodnikiem beskidzkim.
Zmarł 26 stycznia 2019. Został pochowany 31 stycznia 2019 na Starym Cmentarzu w Tarnowie.

## Odznaczenia
- Srebrny Krzyż Zasługi
- Złoty Krzyż Zasługi
- Krzyż Kawalerski Orderu Odrodzenia Polski
- Zasłużony Działacz Kultury
- Medal Za Zasługi dla Turystyki
- Medal Za Zasługi dla Ziemi Krakowskiej
- Medal Zasłużony dla Województwa Tarnowskiego[2]